# 楚元王庙
楚元王庙位于中华人民共和国江苏省淮安市淮安区淮城街道龙窝巷25号，勺湖小学西南侧。楚元王庙祭祀汉高祖刘邦少弟劉交，原在城东十里樱桃园，南宋建炎年间移至城内。增祀有功于楚州的赵立、魏胜、应纯之、许维桢。明成化年间，又增祀汉张敞以下十余人。天启元年重修。现存享殿，占地200多平方米。现为勺湖小学图书室。

## 保护
1985年5月，楚元王庙公布为县级文物保护单位。2006年，楚元王庙列为第三批淮安市文物保护单位。